# トニー・アッカルド
アンソニー・"ジョー・バッターズ"・アッカルド（Anthony "Joe Batters" Accardo、1906年4月28日 - 1992年5月22日）は1945年から1992年までシカゴ・アウトフィットに君臨した大ボスだった人物。ビッグ・ツナ(Big Tuna)という名でも知られる。アッカルドの支配の下、組織は多岐に渡る犯罪ビジネスを創出して影響力を拡大し、莫大な富と権力を得た。

## 生涯

### 初期の人生
イリノイ州シカゴのニアー・ウェストサイド生まれ。本名はアントニノ・ジョゼフ・アッカルド(Antonino Joseph Accardo)。ちなみに、"アントニノ"とは"アントニオ"のシチリア方言である。
父のフランチェスコは靴屋を営んでおり、母はマリア・ティロッタ・アッカルドといった。彼の生まれる1年前に一家はシチリアのカステルヴェトラーノからアメリカへと移民してきた。14歳になった時、アッカルドは放校処分され、近所の玉突き場にたむろするようになった。
そして、彼はサーカス・カフェ・ギャングという、当時のシカゴの貧民街に多数存在していたストリートギャングのうちの一員となった。これらストリートギャング団はシカゴ暗黒街の犯罪組織への人材供給源となっていた。1926年、アル・カポネの率いるシカゴ・アウトフィットの冷酷な殺し屋の1人であるジャック・マクガーンはアッカルドを自分の配下としてスカウトした。

### 暗黒街の星
禁酒法時代、アッカルドは野球バットを使い人々を打ちのめしていた。その腕前からアル・カポネに「ジョー・バッターズ」のニックネームを贈られた。シカゴの新聞社「シカゴ・プレス」はアッカルドのことをいつしか"ビッグ・ツナ"、つまり「巨大なマグロ」と呼ぶようになっていた。
後年、当局が行っていた盗聴記録によれば、アッカルドは1929年に起こった悪名高い事件、カポネが対立するノースサイドギャングのメンバーら7名を殺害した「聖バレンタインデーの虐殺」事件にヒットマンとして参加していたことを自慢していた。また、ニューヨーク・ブルックリンを支配していたギャングのフランキー・イェール暗殺にもカポネの命令により参加したと語っていた。だが、現在、多くの犯罪研究の専門家達の間では、アッカルドはイェールの暗殺とは全く関わりなく、聖バレンタインデーの虐殺にも直接的には関与していなかったと思われている。しかし、1926年10月11日に当時のノースサイドギャングのリーダーだったハイミー・ワイスがシカゴのホリーネーム大聖堂の近くで暗殺された事件には参加していたと考えられている。

### カポレジーム
1931年、アル・カポネは脱税で有罪判決となり、刑務所に収監されることになった。そして、フランク・ニッティがボスの座を引き継いだ。ニッティがボスの座についたこの時点で、アッカルドは組織のための資金を稼いだ事が認められ、自身のクルーを持つことが認められた。その後、アッカルドはすぐに税金のかかっていないアルコールやタバコの密売、強請行為、スポーツ賭博、高利貸し、ギャンブル等様々な犯罪ビジネスを開発していった。
また、他のマフィア幹部達と同様に、彼はクルーの所得の5%を「ストリートタックス」と呼ばれる上納金として徴収し、ニッティらにそれを収めた。クルー達が税金を支払うことを拒否するかまたは収めるべき金の半分以下しか収められていない場合は、それはそのクルーメンバーの死を意味していた。アッカルドのクルーにはガス・アレックス（Gus Alex）やジョゼフ・アイウッパ（Joseph Aiuppa）の様な後年アウトフィットの大物になったメンバーも含まれていた。

### 私生活
1934年、アッカルドはポーランド系アメリカ人のコーラスガール、クラリセ・ポルディザニーと出会った。2人は後に結婚し4人の子供をもうけた。後年、アッカルドには2人の孫ができた。そのうちの1人であるエリック・クメロウはアメリカン・ナショナル・フットボール・リーグ（NFL）のマイアミ・ドルフィンズに入団した。
また、マフィア・メンバーの多くは妻と愛人両方を持っていることが多かったが、アッカルドは妻との絆は固く、妻に対し不貞行為を働いたという事は無かった。クラリセ・アッカルドは2002年11月15日、91歳で死去。結婚した後の大部分、アッカルド夫妻はイリノイ州リバー・フォレスト（River Forest, Illinois）に居を構えていた。また、熱心な釣り師でもあったアッカルドは、メキシコ、バハマのビミニ島（Bimini）、フロリダ等でほとんどの週末を釣りに費やしていた。また、熱狂的なギャンブラーでもあった彼はイリノイ州カルメット（Calumet City, Illinois）にある自身の所有するギャンブル・クラブで多くの時間を費やしていた。
アッカルドは私生活においては普通の民間人として威厳を保つよう務めていたが、本性は冷酷な気性の激しいギャングであった。知人が「トニー」と彼の名を呼ぶと、「彼はその時の気分でガラガラヘビの様な雰囲気を漂わせていた」。一例として、かってレストランで注文したハンバーガーが出来上がってくるのが遅いことに業を煮やした彼は10代だったウェイターをナイフで切りつけたことがある。

### シカゴの大ボス
1940年代になると、アッカルドのアウトフィット内部での勢力は拡大し続けた。1943年、ボスのフランク・ニッティが刑務所に入ることを恐れて自殺すると、ポール・リッカが新しいボスとなり、アッカルドは彼の副ボスに昇格した。1943年、ボスのリッカに懲役10年の刑が言い渡されると、アッカルドは組織の代理ボスとなった。3年後、リッカが仮釈放の身となったが、組織との関係を断ち切ることを強制されることになった。リッカは表面的には組織から身を引くこととなり、以後は正式なボスとなったアッカルドのコンシリエーレ(Consigliere：アドバイザー)としてアッカルドと共に組織を操った。アッカルドは、目立つ様な行動を避け、サム・ジアンカーナの様な当局からの注意を引く人物の存在を許すことにより、自分らに目が向かないように行動したことから、アル・カポネよりも非常に長い期間の間、組織を掌握し続けることが出来た。
リッカはアッカルドについて、かつてこう評したことがある。「カポネが一日かけて考えていたことを朝飯の前に済ませるほど頭の回転のいい奴だった」。
1940年代後半になると、アッカルドの指揮の下、組織はスロットマシン、自動販売機、偽タバコ、酒税印偽造、そして、麻薬密輸の拡大へと犯罪ビジネスを拡大していった。アッカルドは組織のテリトリー内にある酒場、レストラン、ガソリンスタンド等、ありとあらゆる場所にスロットマシンを配置していった。そして、シカゴ郊外へもいち早く手を広げ、ラスベガスにおいてのギャンブル事業等も、ニューヨークの5大ファミリーからその影響力を奪い取っていった。カンザスとオクラホマでは、アルコール販売が禁止されているのを利用して、無許可で製造されたアルコール持ち込んで販売していた。
こうした活動の結果、アッカルド率いるシカゴ・アウトフィットはアメリカ西部の大部分を支配することになった。また、犯罪活動によって、組織に当局からの注目がいかないように、アッカルドはいくつかの伝統的な犯罪活動(労組恐喝・強請行為）を段階的に廃止していった。さらに、売春宿経営はコールガール（Call girl）サービスに切り替えた。これらの改革を行ったのは、組織の影響力の拡大とそして組織が大いに潤っていたことがその一因である。
1950年代、FBIがシカゴ・アウトフィットの調査に乗り出すと、アッカルドは他のファミリーとの抗争を行わないという紳士協定を解いた。

### ボスの交代
1957年になると、アッカルドはボスの座を長年の仲間であるサム・ジアンカーナへと譲り、自身はその相談役の座に収まり、組織の運営中枢からは退いた。だが、その後もアッカルドは組織内部においてかなりの影響力を保持しており、新しくボスの座を引き継いだジアンカーナもあらゆる犯罪ビジネス及び暗殺についても彼に意見を求めなければならない状態であった。しかし、この関係はまもなく破綻した。穏健なスタイルだったアッカルドと異なり、ジアンカーナは派手なライフスタイルを送っていた。彼は豪華なクラブにしばしば通いつめ、そして、有名歌手だったビュリス・マクガイアと交際していた。また、ジアンカーナはイランと中央アメリカにある組織の運営するカジノからの莫大な収益のいくらかを一般メンバーへ配布することを拒否していた。ジアンカーナの行動があまりにもFBIからの注目を浴びていることを組織内部の多くのメンバーらも感じ取り、1971年頃、アッカルドは組織のフロント・ボスをジアンカーナからジョゼフ・アイウッパに入れ替えた。それから、4年後の1975年、ジアンカーナは自宅の地下室でイタリアン・ソーセージとキクヂシャを調理している最中に暗殺された。

### 死と埋葬
後年、アッカルドはカリフォルニア州パームスプリングスにある自宅で多くの時間を過ごし、シカゴ・アウトフィット内部での問題処理のためにシカゴへ飛び、組織を統括していた。
この時点までにアッカルドの個人資産は、商業用オフィスビル、小売センター、植林場、製紙工場、ホテル、自動車販売店、トラック運送会社、新聞社、レストラン、旅行代理店等への合法的投資も含まれていた。
アッカルドは、最後の年をイリノイ州バリントン・ヒルズ（Barrington Hills, Illinois）にて、彼の娘と義理の息子と共に過ごした。1992年5月22日、アンソニー・アッカルドは、86歳でうっ血性心不全により死亡した。その後、アッカルドの遺体はイリノイ州ヒルサイドにある聖母マリア墓地に埋葬された。
彼が死去した時点で、彼と最も親しかった仲間達及びメンバーらはほぼ全員死亡したか連邦刑務所に入れられていた。しかし、アッカルドは、伝えられるところによれば、1922年に逮捕されて以来、たった一晩だけ拘置されただけで、その生涯において刑務所に拘留されることは全く無かったと言われている。
アッカルド死亡後、シカゴ・アウトフィットは徹底的な司法調査と起訴を受け、その活動能力は低下していった。